# ديمة الخطيب
ديمة حسام الخطيب صحفية فلسطينية، ومدونة، وكاتبة، ومترجمة، وهي المديرة العامة لخدمة الجزيرة بلس الرقمية.

## حياتها
ولدت ديمة الخطيب في دمشق لأم سورية وأب فلسطيني من عائلة هٌجرت قسرا من فلسطين إثر الاحتلال الصهيوني عام 1948. تتحدث ديمة 8 لغات (عربية، إنجليزية، فرنسية، برتغالية، إيطالية، صينية، ألمانية). انضمت لقناة الجزيرة عام 1997 بصفة متدربة في طاقم العمل الصحفي ثم أصبحت مخرجة، ومراسلة في الصين ومن ثم مديرة مكتب الجزيرة في أمريكا اللاتينية، وذلك قبل التحول الكلى إلى الصحافة الرقمية على الإنترنت في السنوات الأخيرة.
ديمة الخطيب أم لابن اسمه فارس وقد تغيبت في العام 2015 في إجازة أمومة.

## عملها في الإعلام
عملت في إذاعة سويسرا العالمية في برن ومنظمة الصحة العالمية بجنيف، وكذلك صحيفة الراية وإذاعة قطر الناطقة بالفرنسية في الدوحة.
عملت أثناء حرب العراق عام 2003 مخرجة للأخبار المباشرة في قناة الجزيرة بالدوحة، وأجرت مقابلة لقناة سي ان ان مع لارى كينج ووولف بليتزر، وظهرت في الفيلم الوثائقي «غرفة التحكم» (2004) وهو فليم وثائقي عن قناة الجزيرة وتغطيتها لغزو العراق في 2003.
أثناء عملها في أمريكا اللاتينية كان لها صلة بلرئيس الفنزويلي السابق هوغو تشافيز  وأجرت مقابلات مع عدد من الزعماء مثل الرئيس البوليفي إيفو موراليس والرئيس البرازيلي لولا داسيلفا، وقدمت تقاريرها من جميع أنحاء أمريكا الجنوبية والوسطى إلى العالم العربي صورا عن قرب لأمريكا الجنوبية، وأذاعت على سبيل المثال الخبر العاجل من كاراكاس عن إدانة تشافيز للعدوان الإسرائيلي على لبنان عام 2006 وقطعه العلاقات مع إسرائيل. الصلاع الإسرائيلي اللبناني. كذلك قدمت تقارير عن الصين، وعن سكان أمريكا اللاتينية الأصليين.
حازت على انتشار في وسائل التواصل الاجتماعي (تويتر) في فترة الثورات العربية (عام 2011). وبداية اشتراك ديمة في تويتر كان لمتابعة ما ينشره السياسيون في أمريكا اللاتينية من أخبار هامة هناك، ثم أصبح تويتر بالنسبة لها وسيلة تواصل مع الناس، اكتشفت ديمة عالم التدوين من خلاله، وأنشات مدونتها (وريقات من ديمة) وتكتب فيها خارج عملها كصحفية تليفزيونية. اليوم تعالج جميع القضايا الاجتماعية، والإعلامية، والشعر، والأمومة، وفلسطين وقضايا أخرى.
قدقمت محاضرات عن الصحافة في الجامعة الأمريكية بدبي ما بين 2013-2015، وتحاضر في الإعلام في أماكن مختلفة حول العالم.
في أغسطس عام 2015 عينت ديمة الخطيب من قبل شبكة الجزيرة مديرة لمنصتها الرقمية الجزيرة بلس.
شاركت في تأليف كتاب باللغة الإسبانية عن الثورات العربية.[بحاجة لمصدر]

## أعمال شعرية
نشرت ديمة مجموعة من القصائد باللغة العربية باسم حب لاجئة. كما أنها تنظم أمسيات شعرية في مدن من مختلف أنحاء الخليج، بالإضافة إلى أوروبا والأمريكتين.